# 細網細胞
細網細胞（さいもうさいぼう、英:Reticular cell）は、細網線維と細胞質とともにその繊維周辺の組織を生成し、組織や細胞の他のコンポーネントから繊維組織を分離させる。細網細胞は、脾臓、リンパ節、リンパ小節を含む多くの組織で見られる。網状繊維はまた、線維芽細胞によって生産されている。 III型コラーゲンは、（細網線維を構成しているが）また、細網細胞により合成される。細網細胞は、リンパ組織内で特定の部位にBリンパ球とTリンパ球を導く。